# Kim Darby
Kim Darby (* 8. července 1947, Los Angeles) je americká herečka.
Narodila se v Los Angeles v Kalifornii do rodiny tanečníků. Svou kariéru započala tancováním se svým otcem Nicem Charissem. Ve čtrnácti letech dostala příležitost zahrát si ve studiích Desilu Studios společnosti Paramount Pictures. Svou pozoruhodností začala její kariéra naplno, která dosud trvá již přes 40 let. Od mládí si zahrála v několika TV seriálech, jako například The Eleventh Hour nebo Star Trek (1966, titulní postava v epizodě „Miri“). Její úspěch ji dovedl až k filmovým rolím.